# 八王子市立川口中学校
八王子市立川口中学校（はちおうじしりつ かわぐちちゅうがっこう）は、東京都八王子市川口町にある公立中学校。

## 沿革
- 1947年（昭和22年） - 川口村立川口中学校として開校
- 1955年（昭和30年）4月1日 - 八王子市立川口中学校に改称。

## 部活動

### ・吹奏楽部
- 美術部
- ボランティア・読書部
- 英語部
- ものづくり部
- 和太鼓部

### 運動部
- 野球部
- 男子バスケットボール部
- 女子バスケットボール部
- 男子ソフトテニス部
- 女子ソフトテニス部
- バドミントン部
- サッカー部
- 陸上競技部

## 著名な出身者
- 八木健史（元プロ野球選手）